# Котане, Мозес
Мозес Мауане Котане (англ. Moses Mauane Kotane, 9 августа 1905, Тампостад, Трансвааль  — 19 мая 1978, Москва) — деятель коммунистического движения Южно-Африканской Республики, генеральный секретарь Южно-Африканской коммунистической партии (1938—1978).

## Биография
Родился 9 августа 1905 года в Тампостаде, Трансвааль, в крестьянской семье народа тсвана. С 1919 года работал батраком у фермера. В 1921—1923 годах учился в начальной школе.
С 1923 года горнорабочий в Крюгерсдорпе, с 1925 года работал в пекарне в Йоханнесбурге, посещал вечернюю школу. В 1928 году вступил в Африканский национальный конгресс (АНК), в 1929 году — в Коммунистическую партию Южной Африки. Неоднократно подвергался арестам и преследованиям со стороны южноафриканских властей. С 1929 года член ЦК, в 1933—1934 годах и с 1938 по 1978 год — генеральный секретарь Южно-Африканской коммунистической партии. С 1945 года также член Национального исполкома АНК. Как молодой перспективный член компартии, был в 1931 году направлен в Москву, где учился в Международной ленинской школе. Был уважаем в среде борцов против апартеида, в частности Уолтер Сисулу называл его «гигантом борьбы», из-за логических действий и недогматического подхода.
В 1955 году представлял Южно-Африканскую коммунистическую партию на Бандунгской конференции в Индонезии.
С 1956 по 1961 год был ответчиком по делу о государственной измене Нельсона Манделы, Альберта Лутули, Джо Слово, Уолтера Сисулу и ещё 151 человека. В итоге, никто не был осуждён. В 1967 году стал лауреатом Международной Ленинской премии «За укрепление мира между народами». В 1975 году по решению Африканского национального конгресса награждён медалью Изитваландве.
Умер в Москве 19 мая 1978 года, похоронен на Новодевичьем кладбище (9-й участок). Перезахоронен по просьбе южноафриканской стороны в городе Пелла (Северо-Западная провинция).
После краха апартеида в его честь был назван местный муниципалитет в районе Боджанала Платинум Северо-Западной провинции ЮАР.